# Alice Renavand
Pour les articles homonymes, voir Renavand.
Scènes principales
Opéra national de Paris
Alice Renavand, née le 19 juillet 1980 à Saint-Cloud, est une danseuse française,danseuse étoile du ballet de l'Opéra de Paris entre 2013 et 2022.

## Biographie
Née à Paris d'une mère vietnamienne et d'un père français,, Alice Renavand s'inscrit à l'âge de sept ans au conservatoire de danse de Saint-Cloud. Le chorégraphe Attilio Labis repère le potentiel de la petite fille lors d’un stage de danse et encourage ses parents à l’inscrire au concours d’entrée de l’École de danse de l'Opéra national de Paris. Alice Renavand entre à l'École de danse en 1990 et intègre le corps du ballet de l'Opéra national de Paris en 1997, à l'âge de dix-sept ans. 
Elle est promue coryphée en 2004, sujet en 2005 et première danseuse en 2012 et s'illustre particulièrement dans le répertoire contemporain. Alice Renavand reçoit le prix de l'AROP en 2008.

### Carrière de danseuse étoile
Alice Renavand est nommée danseuse étoile le 20 décembre 2013, à l'issue d'une représentation du Parc d'Angelin Preljocaj,.
Le 13 juillet 2022, alors qu'elle devait faire ses adieux à l'Opéra de Paris dans le rôle de Giselle, elle se blesse au genou durant le second acte qu'elle ne peut terminer. Elle est alors programmée pour la saison suivante, et c'est le 28 mai 2023 qu'elle fera ses adieux à l'issue du ballet Boléro de Maurice Béjart à l'Opéra Bastille. 

### Activités hors de l'Opéra de Paris
Sur la tournée « Black City Parade » du groupe Indochine, elle danse dans la vidéo du titre Wuppertal projeté sur grand écran durant les concerts. Les 27 et 28 juin 2014, elle danse sur la scène du Stade de France lors des deux concerts organisés par le groupe.
Elle est membre du jury Miss France 2019, composé uniquement de femmes, qui a élu Vaimalama Chaves.
Le 8 septembre 2023, elle danse à nouveau au Stade de France lors de la cérémonie d'ouverture Coupe du monde de rugby à XV 2023. 

## Répertoire
Pour le Ballet de l'Opéra de Paris
- Agon de George Balanchine
- La Chanteuse de caf’conc’ de Patrice Bart – La Petite danseuse de Degas
- Orphée et Eurydice – Eurydice de Pina Bausch
- Le Sacre du printemps de Pina Bausch – L'Élue
- Le Concours de Maurice Béjart – La Jurée japonaise
- Le Sacre du printemps de Maurice Béjart – L’Elue
- Glacial Decoy de Trisha Brown) – La Servante
- La Maison de Bernarda de Mats Ek
- The Vertiginous Thrill of Exactitude, Approximate Sonata, In the Middle Somewhat Elevated de William Forsythe
- Nosferatu de Jean-Claude Gallotta) – rôle-titre
- Bella figura de Jiří Kylián
- Kaguyahime de Jiří Kylián – Kaguyahime
- La Sylphide de Pierre Lacotte – Effie
- Suite en blanc de Serge Lifar – La Sieste, Pas de cinq
- Les Enfants du paradis de José Martínez –  Nathalie
- Le Tricorne de Léonide Massine – La Femme du Meunier
- L’Histoire de Manon de Kenneth MacMillan –  La Maîtresse de Lescaut
- Genus de Wayne McGregor
- Don Quichotte de Rudolf Noureev – Kitri, La Danseuse de rue
- La Bayadère de Rudolf Noureev –  La Troisième ombre
- Cendrillon de Rudolf Noureev –  Une sœur
- Rendez-vous de Roland Petit – La Plus Belle Fille du Monde
- Le Jeune Homme et la Mort de Roland Petit – La Mort
- Le Songe de Médée de Angelin Preljocaj – Creüse
- Siddharta de Angelin Preljocaj –  Sujata et l’Éveil
- Psyché de Alexeï Ratmansky – Vénus
- Les Sept Péchés capitaux de Laura Scozzi – La Prostituée

Créations avec le ballet de l'Opéra de Paris
- Le Songe de Médée d'Angelin Preljocaj, 2004 – Creüse
- Variations pour une porte et un soupir de Maurice Béjart, 2006
- White Darkness de Nacho Duato, 2006
- L’Allegro de Robyn Orlin, 2007
- Troisième Symphonie de Gustav Mahler de John Neumeier, 2009
- Siddharta d'Angelin Preljocaj, 2010 – Yasodhara
- L'Anatomie de la sensation de Wayne McGregor, 2011
- Sous apparence (Marie-Agnès Gillot, 2012
- Boléro de Sidi Larbi Cherkaoui-Damien Jalet, 2013